# Жасмин Попова
Жасмин Попова е дипломат и учен в областта на правото на Европейския съюз. Възпитаник на Френската езикова гимназия в София впоследствие завършва Юридическия факултет на Софийския университет. През 1979 г. защитава докторска дисертация по правни проблеми на икономическата интеграция. През 1990-1991 е юридически съветник на Президента Желю Желев. През 1992-1995 година изпълнява длъжността заместник ръководител на Мисията на България към Европейския съюз. Секретар на Министерския съвет по европейска интеграция през 1997 година. Автор на много монографии и статии публикувани в България и чужбина посветени на Правото на Европейски съюз. Членува в много правителствени и неправителствени организации в областта на проблемите на наднационалното право в пределите на общността. Експерт в съда на Европейския съюз в Люксембург. Професор по право на европейския съюз в Юридическия факултет на Пловдивския университет „Паисий Хилендарски“ и завеждащ катедра „Международно и сравнително право“